# 伊多波刀神社

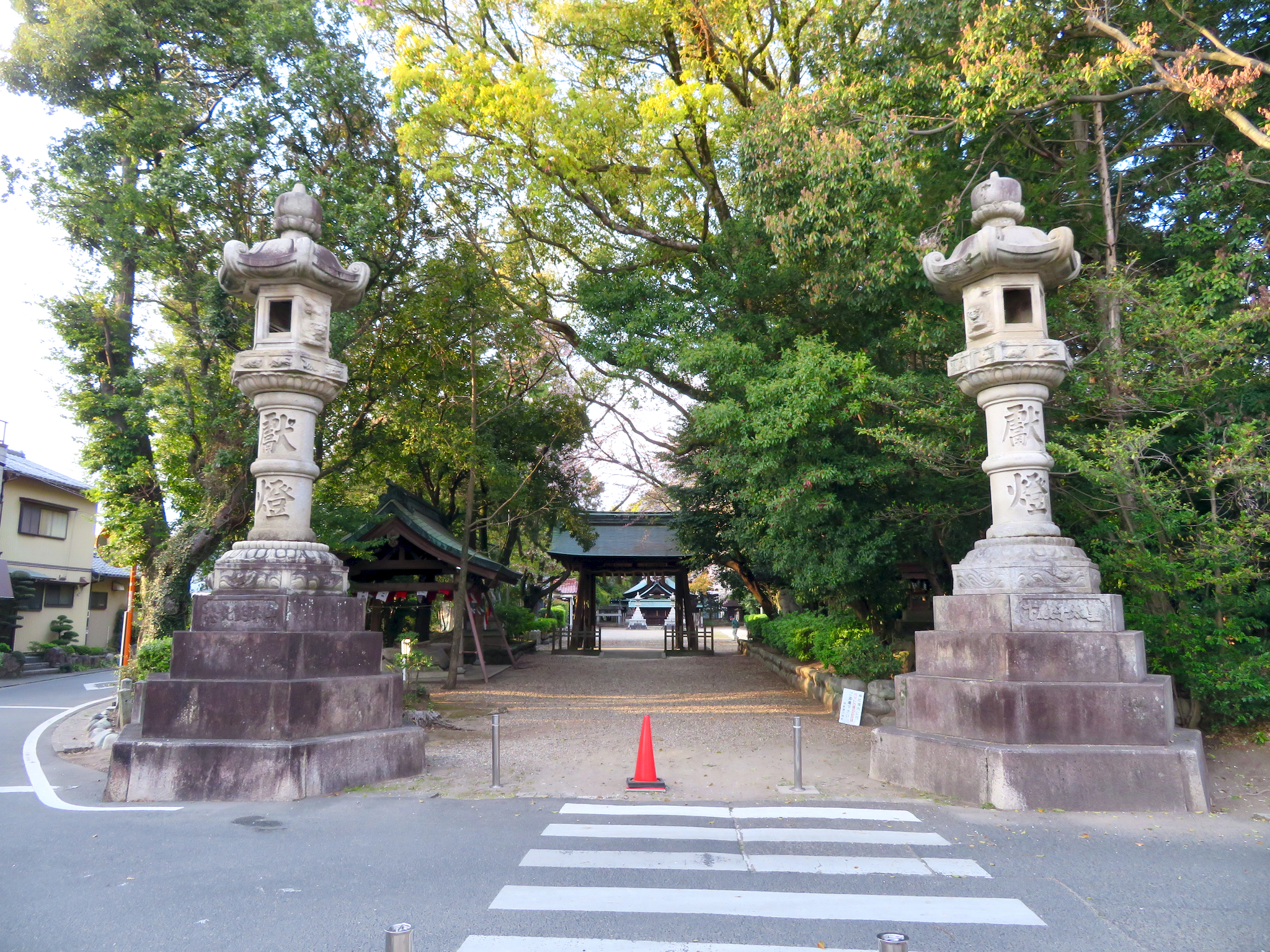
伊多波刀神社の灯籠

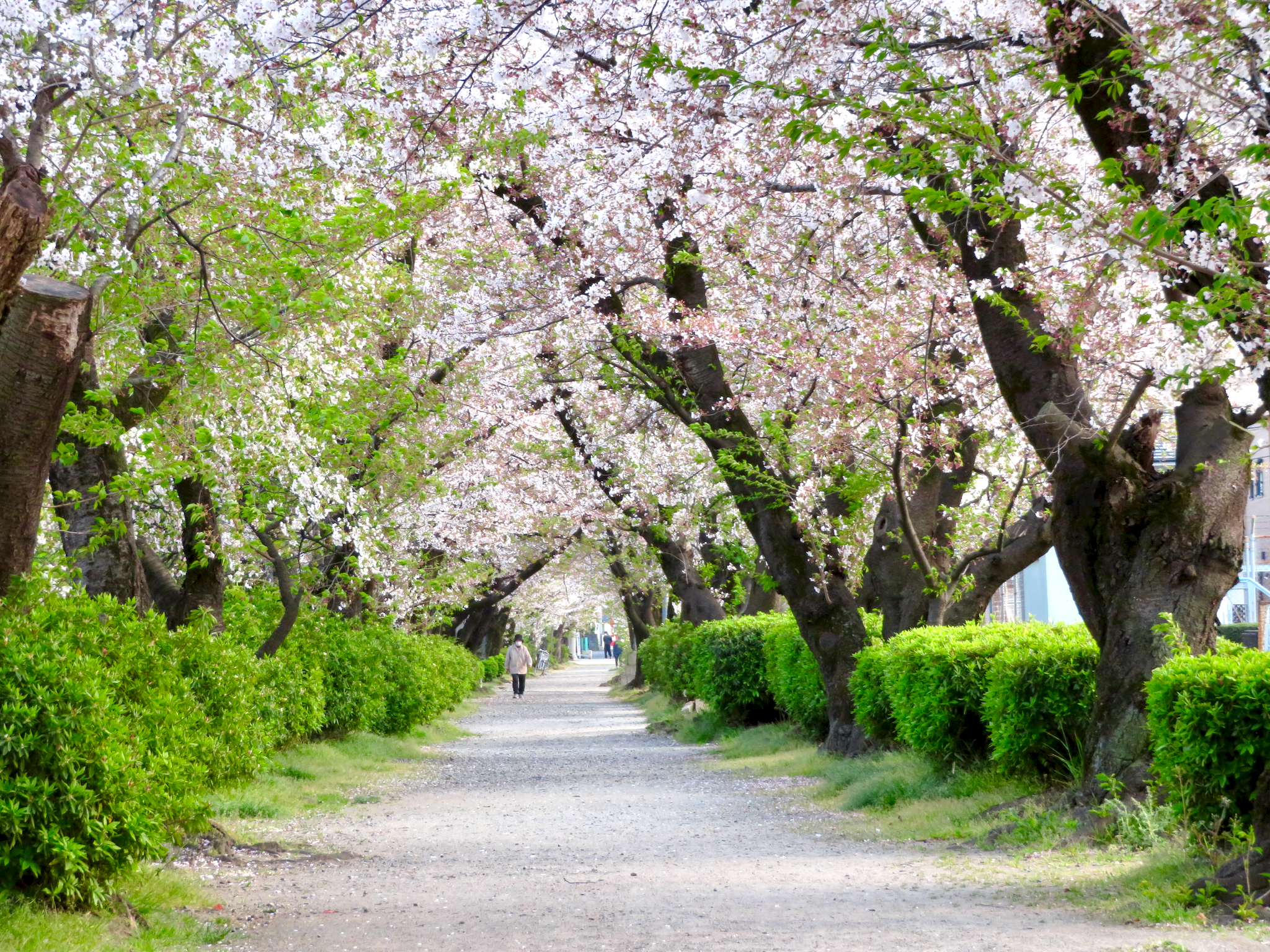
参道

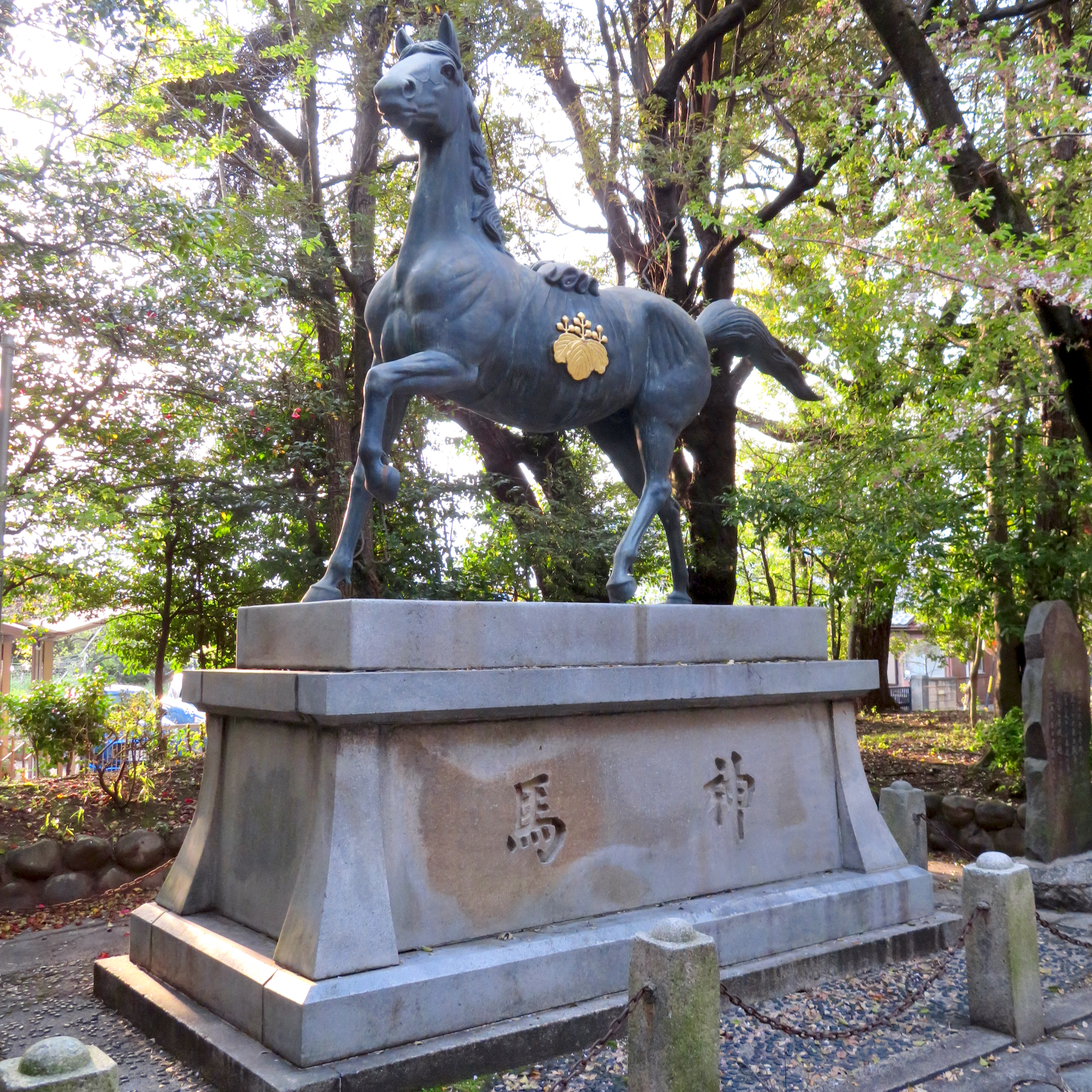
神馬像

伊多波刀神社（いたはとじんじゃ）は、愛知県春日井市上田楽（かみたらが）町に鎮座する神社。

## 祭神
高皇産霊尊と誉田別尊、息長足姫命、玉依姫命の八幡三神を主祭神とし、大山祇命、市杵島姫命、伊豆能売命、品陀別尊（誉田別尊と同神）を合祀している。

## 歴史
社伝に景行天皇42年の創祀という。延喜の制で国幣の小社とされ、国内神名帳である『尾張国神名帳』に「従三位 板鳩天神」とある。古来付近に設定された味丘庄17箇村の総産土神として崇敬され、板に鳩を描いて奉納する習いがあったために社名としたともいう。
源頼朝が武運長久を祈願して朱印地と甲冑3領を寄進したと伝えるなど、中世以降八幡神として武家の信仰を集めて隆盛し、織田信長による寄進もあって慶長年間（16世紀末から17世紀前葉）には社領5町8反（およそ20,880坪、5.8ヘクタール）を有したが、検地により全て没収されたという。
近世には神宮寺として常念寺（廃寺）が存した。
なお、上述板に鳩を描いて云々は八幡神の神使が鳩である事から連想された由縁であろう事が指摘されている。
明治3年（1870年）に郷社に列し、近代社格制度廃止直前の昭和21年（1946年）1月10日に県社に昇格した。

## 祭祀
例祭は古く陰暦8月15日であったが、後に10月5日に変じ、現在は10月第2月曜日。例祭には近世まで流鏑馬が奉納され、『尾張名所図会』にも掲載された春日井郡第一の盛儀であったと伝えられ、奉仕者は常念寺で甲冑を着し、3騎の馬に乗って参拝した後に流鏑馬を奉納していた。明治になってから衰退、廃絶し、現在では甲冑を着けた武者の行進と厄年の男子による馬之塔や前厄の男子による武者の射的が行われるのみであるが、その神事が昭和25年（1950年）4月14日に「伊多波刀神社奉納流鏑馬」として市の無形民俗文化財に指定されている。また、当日は地域の子供たちが獅子舞や神輿を担いで神社に集まる。

## 境内社
境内に津島社、天照大神社、豊受神社、熊野社、秋葉社、白山社、熱田社、愛宕社、多度社、山王社、大日霊社、菅原社、御霊社、浅間社、建部社、の14神社が鎮座している。上記の中、参道入口に鎮座する天照大神社、豊受神社はかつては境外社であったという。

## 境内
参道の桜並木は市内の桜の名所となっている。
本殿に向かって右側に笹田傳左衛門らの寄進した燈籠がある。笹田傳左衛門は母の出身地だったここ田楽村の笹田家の養子となり酢を醸造したという。後に名古屋袋町に出て酢屋を開業。さらに、実兄が継いでいた酢屋本家の岡田家を、後に３代目の笹田傳左衛門が吸収し、酢屋勘三郎を襲名した。明治時代に商標の「丸勘」が認められ、宮内省御用達としても登録されている。これが現在のマルカン酢という企業。笹田家本家は上田楽町に健在。

## 文化財
- 奉納流鏑馬　春日井市指定無形民俗文化財

## 交通
- 名鉄バス：勝川駅発小牧駅行きに乗車、「町屋」バス停下車。
- 名鉄バス：勝川駅発春日井市民病院行きに乗車、「町屋」バス停下車。
- 名鉄バス：春日井駅発大草行きに乗車、「町屋」バス停下車。
- 名鉄バス：春日井駅発小牧駅行きに乗車、「西町屋」バス停下車。
- こまき巡回バス：桃花台線小牧駅発桃花台センター上行きに乗車、「上田楽」バス停下車。

## 近隣
- 春日井市立鷹来小学校 - 神社の南西にあり、巨大なクスノキを有する。校歌の冒頭に伊多波刀神社の森の西という歌詞が登場する。
- 長福寺
- 新徳寺
- 林昌院
- 瀬戸信用金庫鷹来支店
- 東濃信用金庫鷹来支店
- 尾張広域緑道